# Викторија Вотерфилд
Викторија Вотерфилд (енгл. Victoria Waterfield) је измишљени лик коју је играла Дебора Вотлинг у научнофантастичној телевизијској серији Доктор Ху. Викторија је била пореклом из викторијанске Енглеске и била је сапутница Другог Доктора и редовна у програму од 1967. до 1968. У архиви BBC-ја постоје само два њена комплетна серијала (Гробница Киберљуди и Непријатељ света). Објављени су и DVD-ови њених пустоловина Зло Далека, Одвратни Снежни људи, Ледени ратници, Мрежа страха и Бес из дубине где званичне реконструкције BBC-ја употпуњују недостајуће епизоде тих серијала.
Вотлингова је поново тумачила своју улогу у спиноф филму Застој и неколико аудио драма, од којих је једна представљала њу као привремену помоћницу Шестог Доктора. Викторија се појавила у 7 прича (39 епизода).

## Избор глумице
Према кратком BBC-овом видео документарцу Чинилац Далека о стварању серијала Зло Далека, објављеном у септембру 2021. као део анимиране рестаурације серијала, Дениз Бакли је добила улогу Викторије Вотерфилд од редитеља Дерека Мартинуса. Продуцентска екипа се надала да ће Полин Колинс наставити да тумачи улогу Сем Бригс коју је играла у претходној причи Безлични, али је створена Викторија као могући лик у случају да Колинсова одбије. Када је Колинсова потврдила да не жели да се придружи главној глумачкој постави, одлучено је да се Викторија представи као нова сапутница, а Дениз Бакли је пуштена, али је у потпуности плаћена, а Дебора Вотлинг ју је заменила као прикладнија глумица за наставак улоге.

## Историја лика
Викторија се први пут појављује у серијалу Зло Далека из 1967. године. Она је ћерка научника и удовца Едварда Вотерфилда (којег игра Џон Бејли) који је 1866. вршио огледе са путовањем кроз време и привукао пажњу Далека. Да би осигурали Вотерфилдову сарадњу са њиховим хватањем Доктора и њиховим огледима са чиниоцима човека и Далека, Далеци су уз помоћ Теодора Мекстабла узели Викторију као заробљеницу. Да би измерили његова осећајна реаговања, онда су обманули Џејмија Мекримона да је спасе, иако су је на крају поново ухватили и одвели на Скаро. На крају пустоловине, Вотерфилд је убијен спасавајући Докторов живот и тражио је од њега да се побрине за Викторију. Доктор и Џејми је узимају као део екипе ТАРДИС-а.
Споља, Викторија је типично крхка дама своје ере која често вришти када се суочи са створењима са којима се Доктор и његови сапутници сусрећу на својим путовањима, као што су Киберљуди и Јетији. Међутим, ова спољашњост крије унутрашњу снагу која се појављује када је то потребно. Викторија је можда млада, али има нагон када је лажу, а њена осећајност је у супротности са безобзирношћу Џејмија и радозналости Доктора. Џејми је, посебно, веома заштитнички настројен према Викторији и воли је, а срце му је остало сломљено када је она одлучила да оде.
Упркос томе што се добро слаже са своја два сапутника, Викторија се на крају нашла неприкладна за дуже путовање са Доктором. На крају серијала Бес из дубине, она одлучује да напусти ТАРДИС, настанивши се код породице Харис у 20. веку. Њен даљи живот није приказан у телевизијској серији. Она се помиње, али није виђена да путује са Другим Доктором у серијалу Два Доктора из 1985.

## Друга појављивања
Викторијин живот након напуштања ТАРДИС-а није истражен у серији. Видео издање Времена (1995) и новелизација истог Марка Плата из 1996. као део серије Нових невиних пустоловина открива да се она бори да се прилагоди животу у двадесетом веку и на крају се враћа у манастир Детсен на Тибету где поново пада под утицај Велике интелигенције, сада заробљене на Земљи након завршетка Мреже страха. Интелигенција је обманула Викторију да оснује Универзитет Нови свет новцем који јој је оставио њен отац (путем новог тестамента који је саставио док је радио за Далеке 1866.), где Викторија служи као заменица декана, а опседнути професор Траверс као декан. Користећи универзитетске рачунаре, Интелигенција преузима контролу над интернетом и ствара нови Јетис. Схвативши да је заведена, Викторија помаже бригадиру Летбриџ-Стјуарту и Сари Џејн Смит да је победе. Тада јој се обраћају и Трећи и Четврти Доктор, али она одлучује да не путује са њима.
Специјал За децу у невољи из 1993. представљала је кратку унакрсну епизоду серија Доктор Ху и Источњаци под називом Величине у времену. У причи која укључује различите инкарнације Доктора који се сусрећу са разним пратиоцима, Викторија завршава поред Трећег Доктора (Џон Пертви) док се враћају у ТАРДИС пошто су сазнали да је кривац за сву забуну Рани (Кејт О'Мара). Вотлингова је сломила руку пре снимања па је носила дугачак огртач да прикрије гипс.
Вотлингова се такође вратила улози Викторије Вотерфилд у аудио драми Игра моћи где је водила кампању против нуклеарног отпада пре него што је била ухваћена у заверу да се смести Доктору за поступке убице који уништава читаве планете што је довело до њеног сусрета са Шестим Доктором и Пери Браун као и у Застоју, али је одбила понуду да се поново придружи Доктору, али је била уверена да ће јој врата ТАРДИС-а увек бити отворена.